# Lakner Tamás
Lakner Tamás (Sárvár, 1954. december 13. – ) Liszt Ferenc-díjas magyar karnagy, egyetemi tanár.

## Életútja
Általános iskolai tanulmányait Kőszegszerdahelyen, középiskolai tanulmányait a kőszegi Jurisich Miklós Gimnáziumban végezte. Zenei tanulmányait a kőszegi Budaker Gusztáv Állami Zeneiskolában kezdte. 1974-től a Pécsi Tanárképző Főiskola hallgatója volt, ahol 1978-ban magyar – ének-zene szakon szerzett tanári és hegedűoktatói oklevelet. 1982-ben végezte el a Népművelési Intézet Felsőfokú Karvezetőképzőjét, 1992-ben (kitüntetéses oklevéllel) a JPTE Bölcsészettudományi Karán a pedagógia szakot. 1994-1998 között a Liszt Ferenc Zeneművészeti Egyetem hallgatója volt. 2005-ben kapta meg a Liszt Ferenc Zeneművészeti Egyetem DLA mester-doktori fokozatát „Summa cum laude" minősítéssel. 2012-ben habilitált a PTE MK Doktori Iskolájában. 1983-ban Berlinben prof. Fritz Höft mesterkurzusán, 1988-ban Budapesten Eric Ericson  mesterkurzusán vett részt.
Tanári pályáját 1978. szeptemberében a szentlőrinci III. sz. Általános Iskolában kezdte. 1979-től 1990-ig a Janus Pannonius Tudományegyetem II. Gyakorló Általános Iskolájában vezette az ének-zene tanár szakos  hallgatók szakmai gyakorlatát.
1990 óta a Janus Pannonius Tudományegyetem Művészeti Karán tanít, 1995-től mint adjunktus, 2006-tól mint egyetemi docens. 1996-2000 között az egyetem szenátus tagja, 2013-tól 2019-ig a PTE Művészeti Kar dékánja. 2014-től egyetemi tanár. 2020-ban a PTE Művészeti Karától decan emeritus címet kapott.

## Művészeti tevékenysége
1974-ben megalapította a Szélkiáltó Együttest.
1980 óta a Bartók Béla Férfikar vezetője. 
1983-ban a Szélkiáltóval megnyerték a Ki mit tud? versenyt.
1999-2007 között a Pécsi Bach Énekegyüttes vezetője volt, közben 1986-2000 között a POTE Pannonton Kórus karnagya is volt.

## Lemezei
- Lásd a Szélkiáltó együttes cikkében

## Díjai
- Pro Communitate Pécs (1999)[1]
- Csokonai Vitéz Mihály-díj (2004, a Szélkiáltó együttessel), (2007, a Bartók Béla férfikarral)[3]
- Bartók-emlékdíj (2006)[1]
- Liszt Ferenc-díj (2008)[1]
- Magyar Örökség díj (2018) (Szélkiáltó együttessel)[4]
- Pécs Város Kulturális Nagydíja – Le Grand Prix Culturel de la Ville Pécs (2021)[5]